# درک پارفیت
درک پارفیت (۱۱ دسامبر ۱۹۴۲–۱ ژانویه ۲۰۱۷) فیلسوف انگلیسی است که در زمینه فلسفه اخلاق و عقلانیت فعالیت داشت.

## زندگی
درک پارفیت در چین به دنیا آمد. پدر و مادر او هر دو پزشک‌های انگلیسی بودند که برای آموزش پزشکی به چین رفته بودند. هنگامی که درک یک سال داشت پدر و مادر او به شهر آکسفورد در انگلستان بازگشتند. پارفیت علاقه داشت که شاعر بشود ولی در نوجوانی شعر را کنار گذاشت و به سمت فلسفه رفت.

## اخلاق
پارفیت بر این باور است که اخلاق غیردینی در حال برداشتن گام‌های نخست خود است و برای همین می‌بایست دقت کرد که آن را از گزندهایی که متوجه آن است با عقلانیت محافظت کرد. از نظر پارفیت بسیاری از نظریه‌های اخلاقی دارای تناقض‌هایی درونی هستند و بخش زیادی از نوشته‌های او به نشان دادن این تناقض‌ها اختصاص یافته‌است. درک پارفیت خودخواهی را از الزامات اخلاقی بودن برشمرده‌است.
درک پارفیت، از دریافت‌کنندگان جایزه رولف شاک است که برای نوشته‌های نوآورانه‌اش در زمینه اخلاق و هویت این جایزه به او اختصاص یافته‌است.
پارفیت دست به اصلاح نظریه امر مطلق کانت زده‌است. او خود در این باره چنین می‌نگارد: «در نسخه تجدید نظر شده من از این فرمول، ما باید تصمیم بگیریم که توصیف اخلاقی مربوط به عمل ما چیست. سپس ما دو جهان ممکن را مقایسه می‌کنیم، یا دو راهی که ممکن است تاریخ آینده جهان ما در آن پیش برود. ما می‌پرسیم چه اتفاقی می‌افتد اگر همه بر اساس یک فرض عمل کنند، و اگر هیچ‌کس انجام ندهد، زیرا همه بر اساس یک اصل دیگر عمل می‌کنند.»